# 5739 Робертбернс
5739 Робертбернс (інша назва — (5739) 1989 WK2) — астероїд головного поясу. Відкритий 24 листопада 1989 року Робертом Макнотом. Названий на честь шотландського поета Роберта Бернза.
Тіссеранів параметр щодо Юпітера — 3,123.